# Pectinodrilus ningaloo
Pectinodrilus ningaloo är en ringmaskart som beskrevs av Pinder 2006. Pectinodrilus ningaloo ingår i släktet Pectinodrilus och familjen glattmaskar. Inga underarter finns listade i Catalogue of Life.